# Saucieren

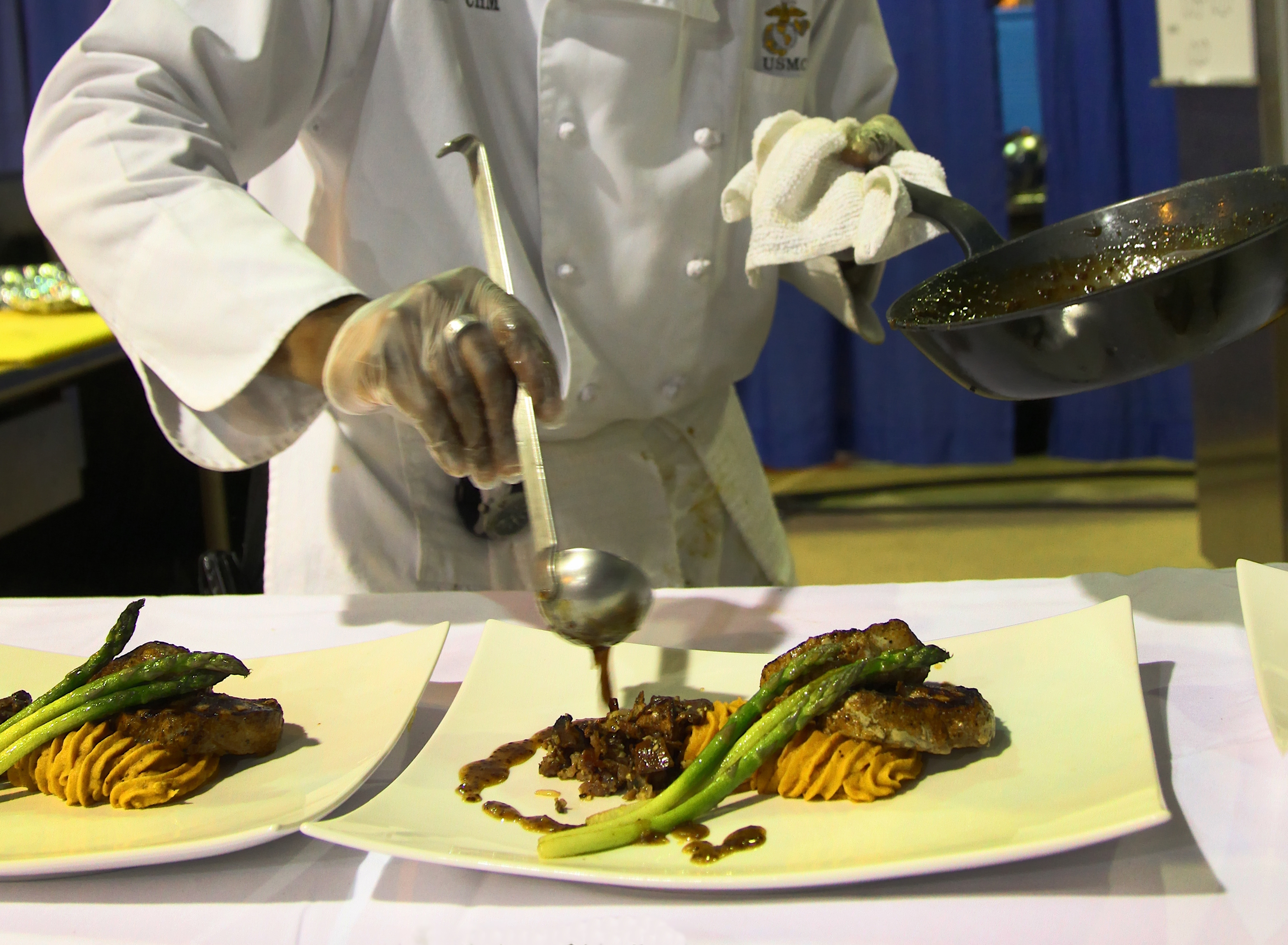
Saucieren eines Schweinemedaillon-Gerichts mit eingedickter Bratensauce

Beim Saucieren, auch soßen oder soßieren, nicht zu verwechseln mit der Mehrzahl des Tischgeschirrs Sauciere (Soßenschüssel), wird eine Sauce zu einer Speise hinzugefügt. Anders als beim Nappieren, bei dem die Speise mit Sauce überzogen wird, wird beim Saucieren die Sauce unter oder neben die Speise gegeben. Das Saucieren erfolgt in der Regel unmittelbar vor dem Servieren der Speise.